# Dadaya macrops
Dadaya macrops är en kräftdjursart som först beskrevs av Daday 1898.  Dadaya macrops ingår i släktet Dadaya och familjen Chydoridae. Inga underarter finns listade i Catalogue of Life.